# Марина Ватанабе
Марина Ватанабе (渡辺 満里奈, Ватанабе Марина, нар. 18 листопада 1970) — японська акторка, співачка та телеведуча. Вона народилася в Оті, Токіо, Японія, і наразі одружена з Джуном Нагурою з комедійного тріо Neptune.  Вона — колишня японська співачка-ідол, яка зараз відома як телевізійна коментаторка та авторка статей про моду, подорожі, особисте здоров'я та сучасні проблеми.

## Інтернет-ресурси
- Official Website (яп.)